# Barbican (metrostation)
Barbican is een station van de metro van Londen aan de Hammersmith & City Line, Metropolitan Line en Circle Line dat is geopend in 1865.

## Geschiedenis
Op 23 december 1865 werd de eerste metrolijn, de Metropolitan Railway, ter wereld ten oosten van Farringdon doorgetrokken tot Moorgate. Onderweg kwam er een station bij Aldersgate Street met een stationsgebouw boven de sporen bij het kruispunt van Aldersgate Street en Beech Street. Toenemend verkeer door andere bedrijven, waaronder goederenvervoer, was aanleiding om twee extra sporen naast de metro te leggen tussen King's Cross en Moorgate. Deze extra sporen werden in 1868 geopend als City Widened Lines en kregen ook perrons bij Barbican.
De treindiensten werden tijdens de Tweede Wereldoorlog verstoord toen het station zware bomschade opliep tijdens de Blitz, met name in december 1940. Dit leidde tot de verwijdering van de bovenste verdiepingen van het stationsgebouw en in 1955 werd ook de rest van het stationsgebouw gesloopt en werd het glazen dak boven de perrons vervangen door afdakjes. Dit inspireerde John Betjeman voor zijn gedicht Monody on the Death of Aldersgate Station.
In 1965 begon de bouw van de Barbican Estate, een woonwijk ten oosten van het station, en in 1968 werd het station Barbican genoemd als verwijzing naar de nieuwe wijk voor de gegoede burgerij. De Barbican Estate werd officieel geopend in 1982 en in de jaren 90 werd een nieuw gebouw boven het station gebouwd dat met een loopbrug met de Barbican Estate verbonden is.

## Ongevallen
Op 16 december 1866 kwamen drie passagiers om het leven, raakte een conducteur zwaargewond en raakte een andere persoon in shock toen een ligger op een reizigerstrein in het station viel. Het was het eerste ongeval op het metronet waarbij reizigers betrokken waren. Vier mensen kwamen meteen om het leven en een vijfde, een arbeider die betrokken was bij het ongeval, stierf in afwachting van behandeling. Slechts 30 minuten na het ongeval werd de metrodienst hervat.

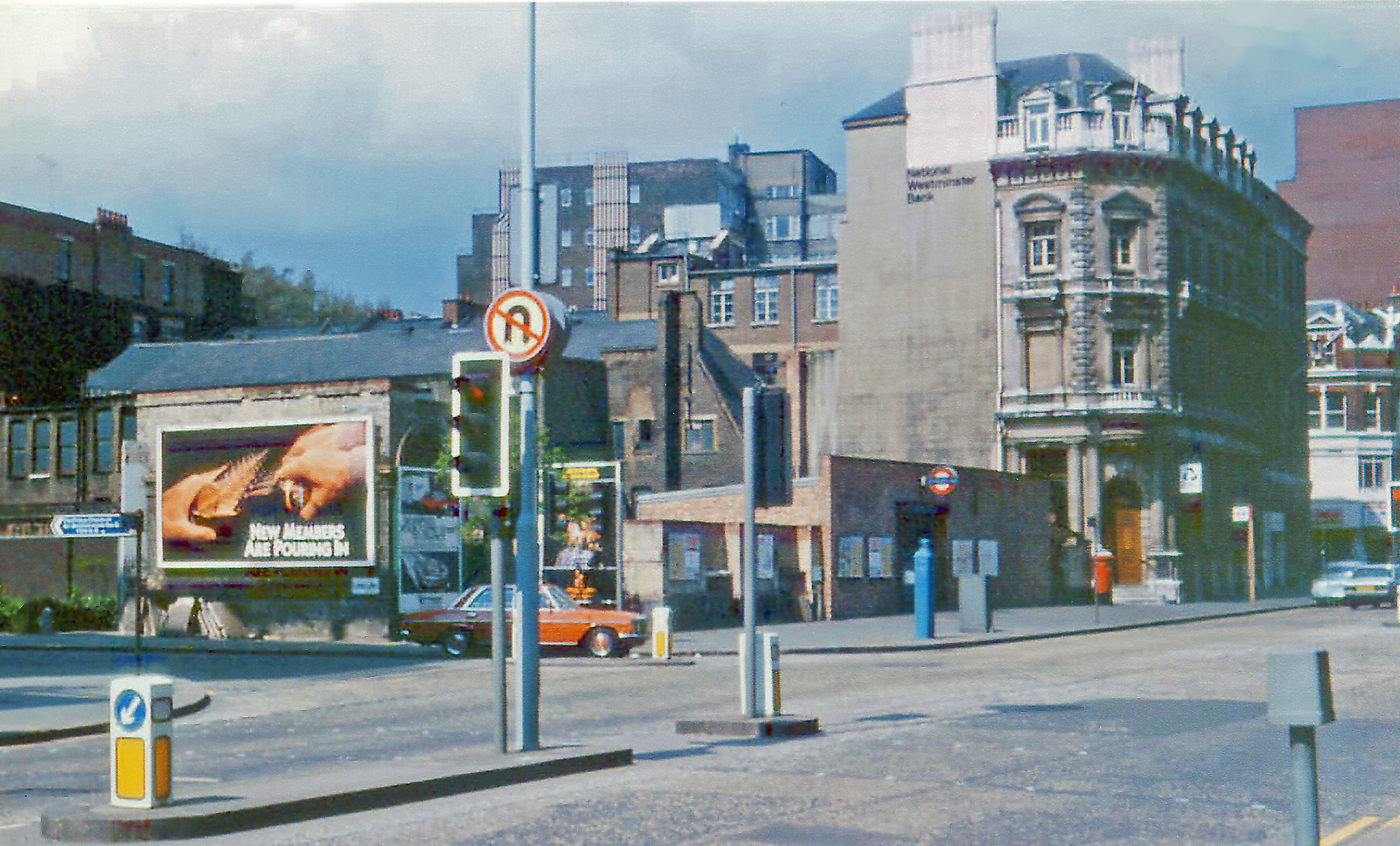
Het station in 1981 voor de herbouw van de bovenliggende verdiepingen.
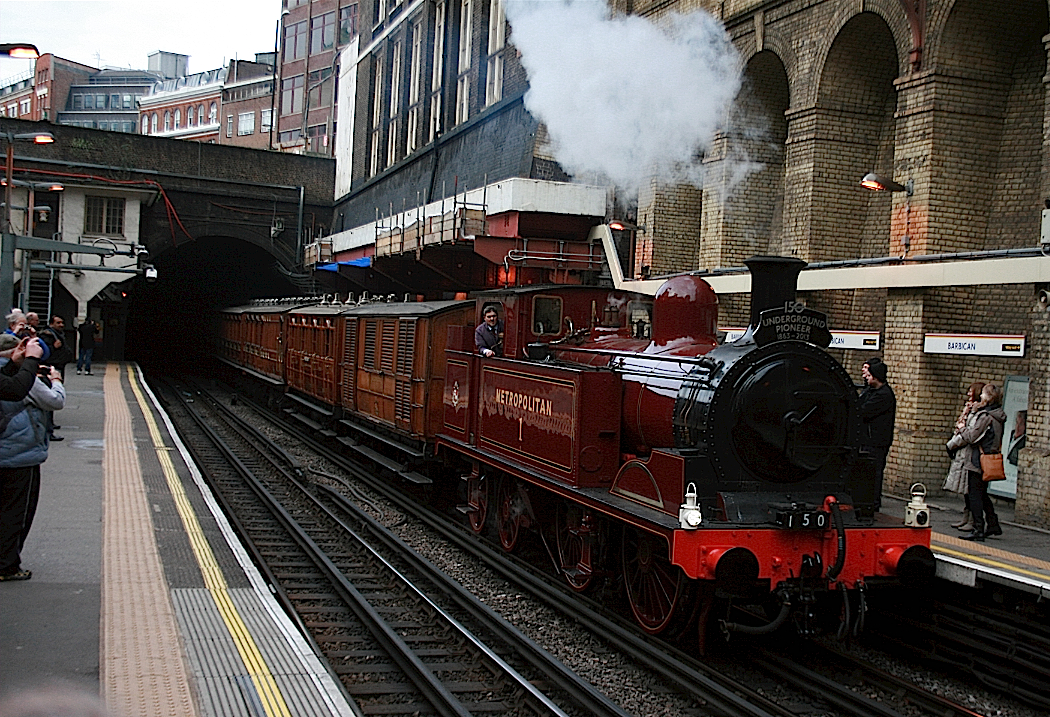
De stoommetro uit de 19e eeuw tijdens het 150-jarig jubileum van de metro in 2013.
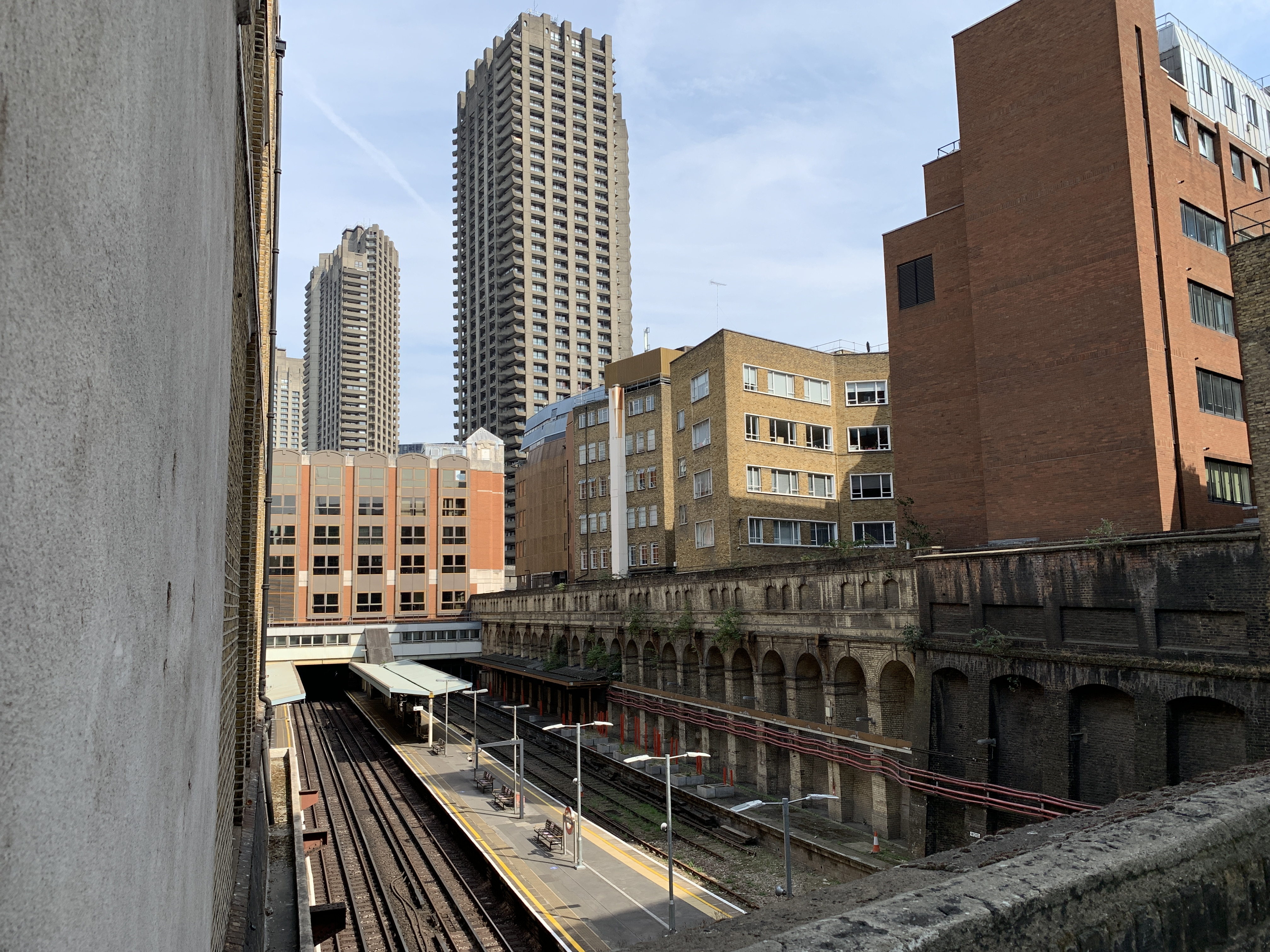
De perrons in de uitgraving gezien uit het westen, met op de achtergrond de woontorens van Barbican Estate.

## Ligging en inrichting
Het station ligt oost-west in een uitgraving die zowel aan de west als de oostkant direct aansluit op openbouwputtunnels. Het station ligt dicht bij het Barbican Estate, Barbican Center, City of London School for Girls, St Bartholomew-the-Great en Smithfield. Het station verving een eerder gebouw aan Aldersgate Street 134, waar jarenlang een bord stond met de tekst "Dit was het huis van Shakespeare". Hoewel het gebouw zeer dicht bij het nabijgelegen Fortune Playhouse stond, is er geen schriftelijk bewijs dat Shakespeare daar woonde. Een uittreksel uit 1598 toont ene "William Shakespeare" als de eigenaar van het pand, maar niets wijst erop dat het de toneelschrijver betrof.
De stationshal ligt in de kelder van een kantoorgebouw uit de jaren 90 die via trappen is verbonden met de deuren aan Aldersgate Street en een bovengelegen loopbrug naar de Barbican Estate. Deze hal is achter de toegangspoortjes verbonden met een loopbrug boven de sporen die met vaste trappen met de oostkop van de perrons verbonden is. Aan de noordkant liggen de achtergevels van Charterhouse Street, Charterhouse Square en Carthusian Street. Aan de zuidkant liggen de achtergevels van Long Lane. Aan de westkant liggen de tunnelmonden onder Hayne Street.
Het station ligt grotendeels in de openlucht hoewel er enkele korte afdakjes zijn. De overblijfselen van de draagconstructie voor een glazen stationskap boven alle vier de sporen, die in de jaren 50 werd verwijderd, zijn nog duidelijk te zien. Aan de westkant van de perrons is het begin te zien van het tunnelcomplex dat onder de Smithfield-vleesmarkt ligt. Vee voor de markt werd ooit per spoor aangevoerd en er was een aanzienlijk goederenemplacement onder markt.
In verband met de aanleg van de Elizabeth Line werd tussen Hayne Street en Lindsey Street de oostelijke stationshal van station Farringdon gebouwd. Voor Barbican betekende dit een aanzienlijke verbouwing aan de westkant waarbij het seinhuis aldaar werd gesloopt om plaats te maken voor een reizigerstunnel naar deze oosthal. Aanvankelijk zouden beide perrons worden verbonden met de oosthal, maar om technische redenen liet men de verbinding met het noordelijke perron vallen, het eilandperron is met een lift verbonden met de reizigerstunnel onder de oosthal.
In de stationshal hangt achter de poortjes een paneel over de geschiedenis van het station, inclusief tekst en foto's, aan de zuidkant van de hoofdingangsgang. Daarnaast is er een gedenkplaat aangebracht op een van de muren ter nagedachtenis aan de overleden stationskat Pebbles.

## Reizigersdienst
De voorstadsdiensten over de City Widened Lines van de Midland Railway liepen via Kentish Town en die van de Great Northern Railway liepen via Kings Cross. Deze diensten werden tot 1948 onderhouden door de particuliere spoorwegmaatschappijen en werden tot 1971 voortgezet door British rail met stoomtractie. In 1971 werd overgeschakeld op dieseltractie met treinstellen en door Class 31 getrokken compartimentrijtuigen. De reizigerstreinen van de Great Northern Line reden, tot diens elektrificatie in 1976, via de York Road en Hotelcurves bij King's Cross naar de Widened Lines. De City Widened Lines werden omgedoopt in Moorgate Line toen deze in 1982 onder de draad kwamen. Dankzij deze elektrificatie konden de treinen van de Midland City Line tussen Bedford via de Midland Main Line en Moorgate op de Thameslink kon rijden. De Thameslink sporen, 3 en 4, in Barbican werden in maart 2009 gesloten toen de ombouw van Farringdon begon ten behoeve van de stroomlijning van Thameslink en de bouw van de Elizabeth Line. Als gevolg hiervan bedient Barbican nu alleen metrolijnen die alle drie dezelfde sporen gebruiken. Spoor 1 wordt gebruikt door de metro's naar het oosten, spoor 2 door die naar het westen. De sporen 3 en 4 liggen aan de zuidkant van het eilandperron.

### Circle Line
De normale dienst omvat:
- 6 metro's per uur met de klok mee via Liverpool Street en Tower Hill
- 6 metro's per uur naar Hammersmith via King's Cross St Pancras en Paddington

### Hammersmith & City Line
De normale dienst omvat:
- 6 metro's per uur naar het oosten richting Barking
- 6 metro's per uur naar het westen richting Hammersmith via Paddington

### Metropolitan Line
De Metropolitan-lijn is de enige lijn die sneldiensten aanbiedt tijdens de spitsuren (Oostwaarts 06:30-09:30 / Westwaarts 16:00-19:00 uur). Sneldiensten rijden non-stop tussen Wembley Park , Harrow-on-the-Hill en Moor Park. De semi-sneldiensten rijden non-stop tussen Wembley Park en Harrow-on-the-Hill.
De normale dienst omvat: 
- 12 metro's per uur naar het oosten richting Aldgate
- 2 metro's per uur westwaarts naar Amersham (alle stations)
- 2 metro's per uur westwaarts naar Chesham (alle stations)
- 8 metro's per uur westwaarts naar Uxbridge (alle stations)

Daluurdiensten van/naar Watford eindigen in Baker Street.
De spitsdienst omvat:
- 14 metro's in oostelijke richting naar Aldgate
- 2 metro's westwaarts naar Amersham (alleen snel in de avondspits)
- 2 metro's westwaarts naar Chesham (alleen snel in de avondspits)
- 4 metro's westwaarts naar Watford (alleen halfsnel in de avondspits)
- 6 metro's westwaarts naar Uxbridge (alle stations)

Hammersmith · 
Goldhawk Road · 
Shepherd's Bush Market · 
Wood Lane · 
Latimer Road · 
Ladbroke Grove · 
Westbourne Park · 
Royal Oak · 
Paddington · 
Edgware Road · 
Baker Street · 
Great Portland Street · 
Euston Square · 
King's Cross St. Pancras · 
Farringdon · 
Barbican · 
Moorgate · 
Liverpool Street · 
Aldgate · 
Tower Hill · 
Monument · 
Cannon Street · 
Mansion House · 
Blackfriars · 
Temple · 
Embankment · 
Westminster · 
St. James's Park · 
Victoria · 
Sloane Square · 
South Kensington · 
Gloucester Road · 
High Street Kensington · 
Notting Hill Gate · 
Bayswater · 
Paddington · 
Edgware Road
Hammersmith · 
Goldhawk Road · 
Shepherd's Bush Market ·
Wood Lane · 
Latimer Road · 
Ladbroke Grove · 
Westbourne Park · 
Royal Oak · 
Paddington · 
Edgware Road · 
Baker Street · 
Great Portland Street · 
Euston Square · 
King's Cross St. Pancras · 
Farringdon · 
Barbican · 
Moorgate · 
Liverpool Street · 
Aldgate East · 
Whitechapel · 
Stepney Green · 
Mile End · 
Bow Road · 
Bromley-by-Bow · 
West Ham · 
Plaistow · 
Upton Park · 
East Ham · 
Barking